# Populicide
Populicide (substantif ou adjectif) est un néologisme formé du latin avec le radical « popul- » (de populus, le peuple) et l'affixe « -cide » (de caedere, tuer), afin de désigner les actions combinées pour tuer ou détruire la population d'une région ou d'un pays.

## Histoire
Ce mot semble avoir été forgé par des gens instruits en humanités gréco-latines, à une époque où le latin est une des langues d'enseignement.
Le mot apparait en décembre 1792 lors du procès de Louis XVI, prononcé par Alexandre Deleyre, député de la Gironde à la Convention, : « Louis est coupable ; et de quel crime ? d'un populicide »
Le mot ré-apparaît en 1794 pendant la Convention thermidorienne sous la plume de Gracchus Babeuf qui l'utilise dans son pamphlet Du système de dépopulation ou La vie et les crimes de Carrier. Par ce terme, Babeuf qualifie les exterminations commises par Jean-Baptiste Carrier, envoyé en mission de la Convention nationale à Nantes, ainsi que par les colonnes infernales du général Turreau pendant la guerre de Vendée, qui avaient reçu des ordres d'extermination des populations de l'ouest de la France (en Vendée et en Anjou principalement).
Vers la même époque, le terme est plus largement employé sous la forme adjective, par Babeuf notamment, comme dans le texte suivant, pour désigner une mesure qui cause la ruine du peuple : « L'infâme Boissy-d'Anglas parut à la tribune, et fit adopter son code populicide. »
En France, le mot ne tombe pas dans l'oubli : au XIXe siècle il est d'un usage choisi, mais non inconnu,. Il réapparait à la fin du XXe siècle, à la suite de la republication du pamphlet de Babeuf, à propos des débats autour de l'existence du génocide vendéen. Il est repris aujourd'hui par des historiens pour décrire cette page de l'histoire de France durant la Révolution
Au XXIe siècle toujours, le journal en ligne Atlantico l'emploi pour présenter le livre de l'historien Bruno Riondel ("L'effroyable vérité: Communisme, un siècle de tragédies et de complicités") et souligner l'extermination de masse dans les pays communistes au XXe siècle